# Antonio de Escaño
Antonio de Escaño y García de Cáceres (Carthagène, 8 juillet 1750 - Cadix,12 juillet 1814) est un militaire et marin espagnol. De 1808 à 1810, il est ministre de la Marine de l'Espagne.